# Sargasso Sea
Sargasso Sea is een studioalbum van twee gitaarvrienden. John Abercrombie en Ralph Towner. Beide gitaristen hebben hun roots in de fusion. Abercrombie kwam uit Dreams en de band rond Billy Cobham. Towner, een stuk rustiger, speelde toen al in Oregon. Het album is opgenomen in de Talent Studios te Oslo, met Jan Erik Kongshaug achter de knoppen. Leider van ECM Records Manfred Eicher trad op als producer.
Voor liefhebbers van de muziek van Abercrombie’s vorige album Timeless was het wel wennen. Towner wist Abercrombie te temmen ten opzichte van dat album.
Tussen Timeless en Sargasso Sea nam Abercrombie ook nog het album Gateway op.
De lay-out van platenhoes is van Barbara Wojirsch.

## Musici
- John Abercrombie – elektrische en akoestische gitaar
- Ralph Towner - 12-snaars en klassiek gitaar, piano

## Muziek
| Nr. | Titel                              | Duur |
| --- | ---------------------------------- | ---- |
| 1.  | Fable (Abercrombie)                | 8:38 |
| 2.  | Avenue (Abercrombie)               | 5:15 |
| 3.  | Sargasso Sea (Abercrombie, Towner) | 3:56 |
| 4.  | Over and gone (Abercrombie)        | 2:48 |
| 5.  | Elbow room (Abercrombie, Towner)   | 5:08 |
| 6.  | Staircase (Towner)                 | 6:21 |
| 7.  | Romantic descension (Abercrombie)  | 3:13 |
| 8.  | Parasol (Towner)                   | 5:24 |